# 占部広方
占部 広方（うらべ の ひろかた、生没年不詳）は、奈良時代の防人。

## 経歴・人物
常陸国の人物。天平勝宝7歳（755年）2月、防人として筑紫に派遣された際詠んだ歌が『万葉集』に1首入集。茨城県行方市羽生に歌の刻まれた石碑『占部広方万葉歌碑』がある。

## 歌
- 橘の 下吹く風の かぐはしき 筑波の山を 恋ひずあらめかも[2]